# Summer World University Games 2025/Teilnehmer (São Tomé und Príncipe)
| Gelbes Symbol für Goldmedaillen mit stilisierten Olympischen Ringen | Graues Symbol für Silbermedaillen mit stilisierten Olympischen Ringen | Braundes Symbol für Bronzemedaillen mit stilisierten Olympischen Ringen |
| ------------------------------------------------------------------- | --------------------------------------------------------------------- | ----------------------------------------------------------------------- |
| —                                                                   | —                                                                     | —                                                                       |

São Tomé und Príncipe nahmen an den Summer World University Games 2025 vom 16. bis zum 27. Juli mit einem Athleten teil.

## Teilnehmer nach Sportarten

### Taekwondo
| Athleten                      | Wettbewerb        | Vorrunde     | Vorrunde | Qualifikation | Qualifikation | Achtelfinale  | Achtelfinale  | Viertelfinale | Viertelfinale | Halbfinale    | Halbfinale    | Finale        | Finale        | Rang |
| Athleten                      | Wettbewerb        | Gegner       | Ergebnis | Gegner        | Ergebnis      | Gegner        | Ergebnis      | Gegner        | Ergebnis      | Gegner        | Ergebnis      | Gegner        | Ergebnis      | Rang |
| ----------------------------- | ----------------- | ------------ | -------- | ------------- | ------------- | ------------- | ------------- | ------------- | ------------- | ------------- | ------------- | ------------- | ------------- | ---- |
| Männer                        |                   |              |          |               |               |               |               |               |               |               |               |               |               |      |
| Kelvio Soares de Apresentacao | Kyorugi bis 63 kg | C.J. Noretto | 2:0      | N. Jules      | 0:2           | ausgeschieden | ausgeschieden | ausgeschieden | ausgeschieden | ausgeschieden | ausgeschieden | ausgeschieden | ausgeschieden | 17   |